# Пристанала
„Пристанала“ е стихотворение на българския поет Христо Ботев, издадено за пръв път през 1871 година.
Съставено е от 18 четиристишни куплета и в тематично и стилистично отношение следва модела на хайдушките народни песни. Първоначално е публикувано на 22 юни 1871 година в Браила във вестник „Дума на българските емигранти“ заедно със стихотворенията „До моето първо либе“ и „Борба“, а през 1875 година е включено в стихосбирката „Песни и стихотворения от Ботйова и Стамболова“